# Javi Rodríguez Pérez
Javier Rodríguez Pérez, más conocido como Javi Rodríguez (nacido el 22 de abril de 1979 en Porriño, Pontevedra), es un exjugador de baloncesto español que ocupaba la posición de base y actual entrenador que dirige al Oviedo Club Baloncesto de la Liga LEB Oro.  

## Trayectoria

### Como jugador
Es un jugador formado en las categorías inferiores del Saski Baskonia y además se marchó a Estados Unidos para formarse en la Trumbull High School de Connecticut y disputar dos años la NCAA con Boston College. A su regreso al Saski Baskonia, debutó en Liga ACB en la temporada 1997-98 y de cuyo primer equipo formó parte en la temporada 1999-00.
Además de en el club vitoriano, vistió las camisetas de clubs como Cabitel Gijón (en LEB en la 98-99 y en ACB entre 2000 y 2002), Leche Río Breogán (dos etapas, 2002-03 y entre 2004-05 y 2006-07 ), Jabones Pardo Fuenlabrada (2003-04) y Bilbao Basket (2009 a 2011, incluyendo subcampeonato ACB) y Bàsquet Manresa en dos etapas (2006-07 a 2008-09, con ascenso a Liga ACB incluido).
Como jugador también fue internacional con España tanto en categorías de formación (plata europea cadete en 1995) como con la denominada «Selección B» (campeón Juegos Mediterráneos 2001) y la absoluta (debutando en el preeuropeo 2003).
Durante la campaña 2012-2013, siendo jugador del Bàsquet Manresa de la Liga ACB, sufre una lesión que ocasionó su retirada del baloncesto.

#### Internacional
Fue internacional en categorías de formación logrando la plata europea cadete en 1995, formó parte de la Selección de baloncesto de España que fue campeona de los Juegos Mediterráneos 2001 y de la absoluta (debutando en el preeuropeo 2003).

### Como entrenador
Comenzó su trayectoria en los banquillos en 2015, siendo entrenador ayudante de Carles Marco en las filas del Oviedo Club Baloncesto en el que ocupó el cargo durante tres temporadas, hasta que en 2018 ocupó el cargo de primer entrenador del Oviedo Club Baloncesto de la Liga LEB Oro, en el que estuvo durante otras dos temporadas.
En 2021, se convierte en entrenador ayudante de Álex Mumbrú en el Bilbao Basket de la Liga Endesa.
El 14 de julio de 2022, firma como entrenador del Club Baloncesto Estudiantes de la Liga LEB Oro.
El 4 de abril de 2023, es destituido como entrenador del Club Baloncesto Estudiantes.
El 10 de julio de 2023, firma por el Oviedo Club Baloncesto de la Liga LEB Oro.

## Clubs

### Como jugador
- Saski Baskonia. Categorías inferiores
- 1995-1996 Saski Baskonia Junior
- 1996-1997   High School. Trumbull High School (Trumbull, Connecticut)
- 1997-1998   NCAA. Boston College
- 1997-1998   Segunda División. Diputación Foral Alava
- 1997-1998   ACB. Tau Cerámica
- 1998-1999   LEB. Cabitel Gijón
- 1999-2000   ACB. Tau Cerámica
- 2000-2002   ACB. Gijón Baloncesto
- 2002-2003   ACB. Leche Río Breogán
- 2003-2004   ACB. Jabones Pardo Fuenlabrada
- 2004-2006   ACB. Leche Río Breogán
- 2006-2007   LEB. Leche Río Breogán y Ricoh Manresa, Dado de baja por el Leche Río Breogán, ficha por Bàsquet Manresa, donde consigue el ascenso a la Liga ACB
- 2007-2009   ACB. Bàsquet Manresa
- 2009-2011   ACB. Bilbao Basket
- 2011-2013   ACB. Bàsquet Manresa

### Como entrenador
- 2015-2018   LEB Oro. Oviedo Club Baloncesto (entrenador ayudante)
- 2018-2020   LEB Oro. Oviedo Club Baloncesto
- 2021-2022   Liga Endesa. Bilbao Basket (entrenador ayudante)[4]
- 2022-2023   LEB Oro. Movistar Estudiantes
- 2023-actualidad   LEB Oro. Oviedo Club Baloncesto

## Selección española
- Selección de España Cadete
- Selección de España B
- Selección de España

22/01/2003 Preeuropeo. Selección de España. Debut. Murcia. España 85 - Bélgica 66. 3 puntos.

## Palmarés nivel de clubs
- 1994-95 Campeonato de España Junior. Saski Baskonia. Campeón
- 2006-07 LEB. Ricoh Manresa. Campeón

## Palmarés con España
- 1995 Eurobasket Cadete. Selección de España. Lisboa. Medalla de Plata
- 2001 Juegos del Mediterráneo. Túnez. Selección de España B. Medalla de Oro